# Etna Velarde
Etna Velarde Perales (Lima, 12 de agosto de 1940 - 21 de agosto de 2014) fue una artista plástica y poetisa peruana que retrató a héroes, heroínas y batallas de la historia del Perú. También dibujó paisajes, mitos y retratos de personajes de la cultura y la realidad peruana. Sus imágenes se encuentran en diversas entidades museos del Perú, como el Museo de la Nación, el Instituto Geográfico Militar, el Museo Naval, el Congreso de la República y la Universidad Nacional Mayor de San Marcos, entre otros.

## Educación
Etna Velarde ingresa y se forma en la Universidad Nacional Mayor de San Marcos. La vena artística la heredó de su padre Leonel Velarde, arquitecto, escultor y poeta nacido en Moquegua, quien le enseñó las posibilidades diversas de la expresión artística. Su formación en la carrera pictórica fue autodidacta.

## Carrera
En el año de 1957, mientras cursaba el último año de educación de secundaria, Etna Velarde gana el “Premio Nacional de Dibujo y Pintura”, organizado por el Ministerio de Educación para colegios nacionales. A partir de allí, en el año de 1959, es convocada  a sus 16 años por el Ministerio de Educación para realizar su primer cuadro como profesional: el retrato de Túpac Amaru II.
Así, a muy temprana edad, inició su carrera artística y tuvo reconocimiento, en una época en que las oportunidades para las mujeres artistas eran limitadas. Su carrera en ascenso le permitió realizar exposiciones en Rusia (1970), Polonia (1977), Berlín (1980) y Hungría (1982).
Durante su trayectoria artística participó en diversas muestras nacionales e internacionales, entre las que destacan: Homenaje a la patria (1998), El Retrato Peruano en el Centro Cultural Británico (1992), exposición en el Museo del Arte de Lima (1984), exposición en la Casa de España de Nueva York (1984), Museo Etnográfico de Ginebra (2003), exposición Etna Velarde. Trazos de una vida (2012), entre otras.
En el aspecto literario, intervino en la Feria del Libro, los Jueves Literarios organizado por el Museo de la Nación, el Festival de la Poesía en el Anfiteatro Chabuca Granda, etc. Además, como miembro de la Comisión de Cultura del Concejo Nacional de Mujeres, formó parte de los recitales realizados en la Casa de España, el Centro Cultural Ricardo Palma y la Casona de San Marcos, entre otras.

## Análisis de obra
En la obra de Etna Velarde se encuentran dos tendencias muy características: realismo histórico y realismo humanístico. Además de ello, en sus óleos y acuarelas costumbristas, Velarde representó los escenarios del Ande y de la selva, así como los espacios urbanos en donde se reflejaban la vida cotidiana y los ambientes coloquiales. 
Sus principales obras abarcan un sensible entendimiento de la historia a través de su comprensión del arte. Para ello, en cada proyecto desarrolló un proceso de investigación, recopilando y analizando diversas fuentes, como testimonios orales y escritos, archivos fotográficos, partes de guerra y libros, para así poder fundamentar las escenas históricas que representaba.  Además, gran parte de su obra estuvo dedicada al trabajo de retrato de los héroes nacionales del Perú, como por ejemplo el encargo que recibió de la Comisión del Sesquicentenario de la Batalla de Ayacucho, de cuatro óleos de Bolívar, Sucre, Gamarra y Córdova. Estas obras se encuentran actualmente en el Museo de Sitio a Quinua en Ayacucho.
Las obras de Etna Velarde se encuentran en diversas colecciones del Perú, como en el de la Benemérita Sociedad de Fundadores de la Independencia del Perú, el Instituto Sanmartiniano del Perú, el Centro de Estudios Histórico Militares del Perú, la Asociación Pro Marina del Perú, el Museo Naval del Perú, el Congreso de la República del Perú, el Museo Fortaleza Real Felipe y el Museo de la Nación y colecciones privadas. Además, su obra es parte de la colección de museos de Alemania, Argentina, Brasil, Estados Unidos, España, Francia, Hungría, Nicaragua, Polonia, Rusia y Venezuela.